# Tomakivka (huyện)
Huyện Tomakivka (tiếng Ukraina: Томаківський район, chuyển tự: Tomakivkas’kyi raion) là một huyện của tỉnh Dnipropetrovsk thuộc Ukraina. Huyện Tomakivka có diện tích 1191 km², dân số theo điều tra dân số ngày 5 tháng 12 năm 2001 là 31795 người với mật độ 27 người/km2. Trung tâm huyện nằm ở Tomakivka.